# BMW R 1200 R
La R 1200 R est un modèle de motocyclette du constructeur bavarois BMW. Elle est la version roadster dans la famille R1200. Elle sera produite de Novembre 2005 à Juillet 2018.

## Présentation générale
Elle prend la suite de la R 1150 R en 2006 et précède la R 1250 R qui sera commercialisée en 2018. De la R 1150 R, elle reprend la base moteur flat-twin, bicyclindre à plat quatre-temps et injection électronique, avec une cylindrée qui passe à 1 170 cm3 par l'allongement de la course des pistons de 2,4 mm. Le moteur boxer développe 109 ch à 7 500 tr/min, plus de 11 mkg à 6 000 tr/min, pour un poids de 198 kg à sec (223 kg tous pleins faits). Il dispose d’innovations comme une gestion électronique, un arbre d’équilibrage et un régulateur anticliquetis.

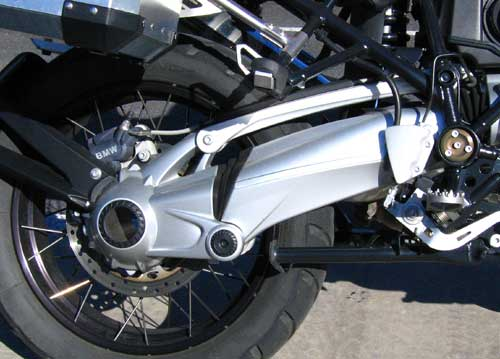
Paralever BMW

Par rapport à la version précédente, la partie cycle a aussi été revue. La selle devient monobloc et la ligne générale est plus élancée. Ce modèle dispose de nouveautés du constructeur comme l’ABS de 2ème génération, plus fiable, le système antipatinage ASC et le réglage électronique de la suspension ESA. Le modèle dispose toujours des systèmes de suspension propres à BMW que sont le Telelever à l’avant et le Paralever Evo à l'arrière avec transmission par arbre à cardan allégé.
Ce modèle connaitra trois évolutions sur sa période de commercialisation.

## 1ère génération K27 (Novembre 2005 – Octobre 2010)

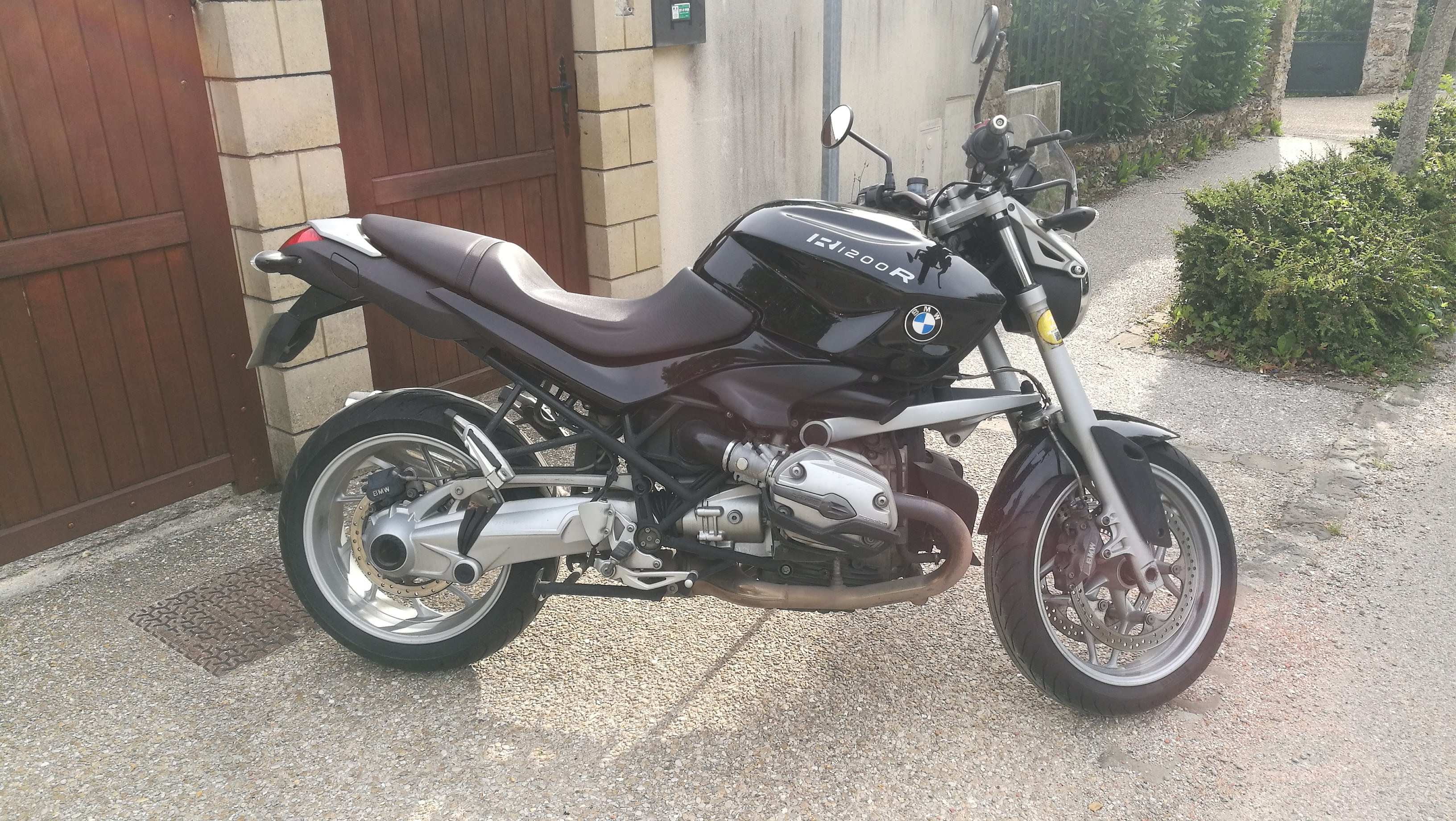
BMW R1200R de 2008

La revue Moto-Station évalue ce nouveau modèle sans carénage de la famille R1200 en 2006 et note sa polyvalence, sachant que beaucoup d'accessoires sont proposés par le constructeur sous forme d’options (bagagerie, pares-brise etc.). Elle est considérée comme chère mais fiable et de bonne facture.

## 2ème génération K27 (Novembre 2010 – Juillet 2014)

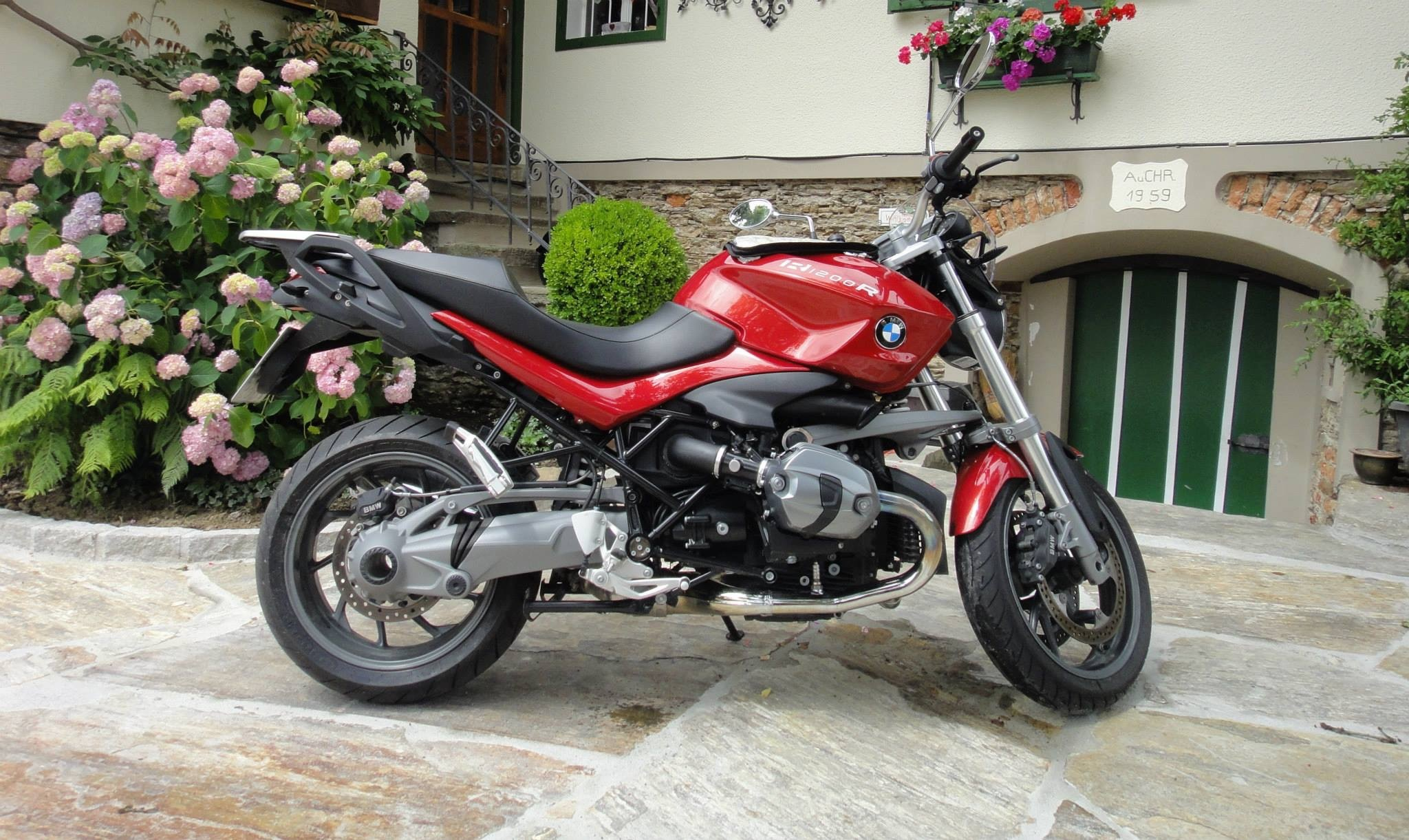
BMW R1200R de 2011

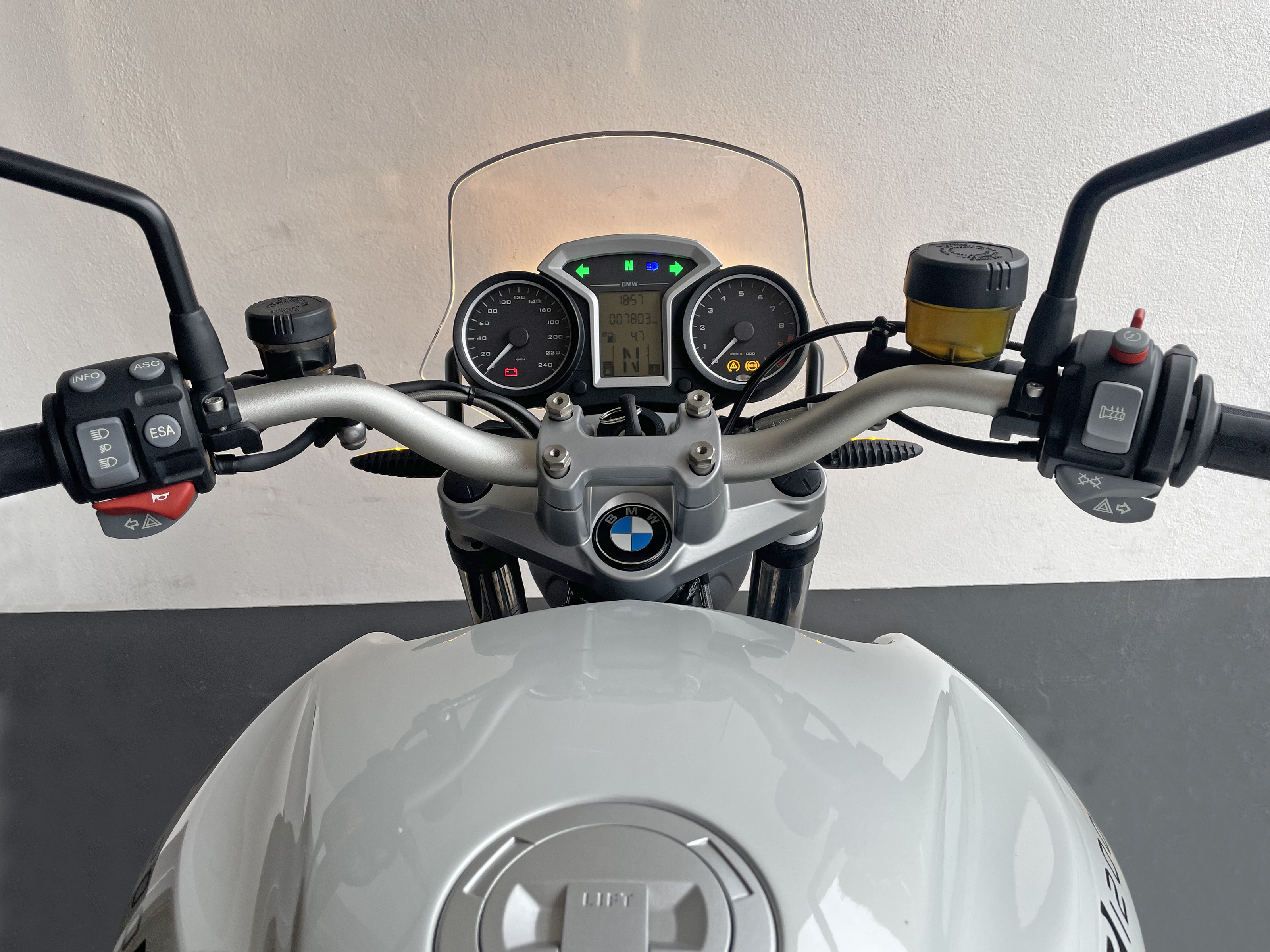
Guidon & instruments 2011–2014

La 2ème génération est présentée fin 2010 et livrée à partir de mars 2011. Elle se différencie principalement par un moteur 4 soupapes et double arbre à cames en tête dérivé de celui de la HP2 Sport, mais aussi une fourche Telelever renforcée, de nouvelles jantes, un pot d'échappement plus court et à clapet, un nouveau bloc compteurs etc. En parallèle, une série “Classic” est proposée avec notamment des jantes à rayons et une peinture noire avec liserés blancs, rappelant les motos BMW des années 1920 à 1960,. La base technique a été reprise en grande partie sur les premières R NineT de 2014.

## 3ème génération K53 (Novembre 2013 – Juillet 2018)
Un nouveau modèle est présenté fin 2013. Cette 3ème génération se différencie des précédentes par de nombreux changements dont l’abandon de la fourche telever pour une fourche inversée plus classique.

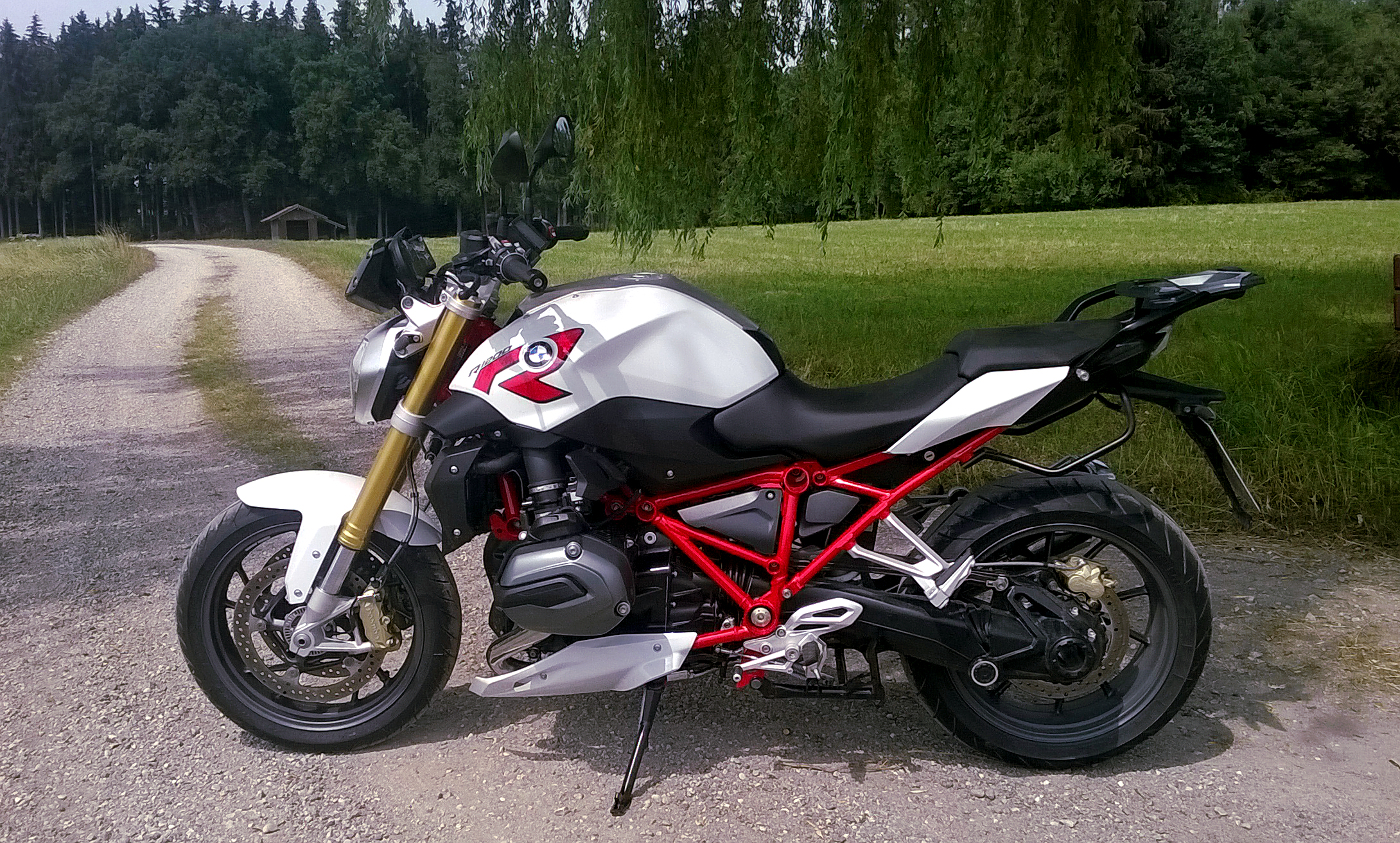
BMW R 1200 R, modèle 2015.

Il est animé par un moteur refroidi par eau/air, pourvu d'un double arbre à cames en tête et de quatre soupapes disposées radialement par cylindre. Il développe 125 ch à 7 750 tr/min et 125 N m à 6 500 tr/min, et répond à la norme Euro 3.
La fourche inversée de couleur or, inspirée de la S 1000 RR, a un diamètre de 45 mm. Le diamètre du disque arrière passe à 276 mm. Le poids tous pleins faits vaut 231 kg.

## Modèles similaires
La gamme des flat-twins simples mais puissants (cylindrée de 1 170 cm3) est complétée par :
- le roadster/café racer BMW R nineT, apparu en 2014, à moteur refroidi par air et huile, répondant à la norme Euro 3 ;
- la BMW R nineT Scrambler, apparue en 2016, à moteur (refroidi par air/huile) répondant à la norme Euro 4 en particulier grâce à une nouvelle cartographie d'injection. Comparée à la R nineT, elle a notamment un guidon plus haut et plus grand, et un débattement de suspension légèrement augmenté. La ligne d'échappement haute est signée Akrapovič.